# Argument (logica)

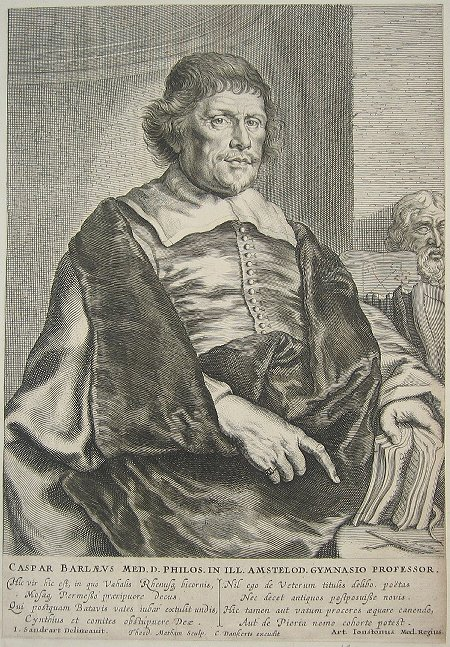
Casparus Barlaeus (1584-1648), hoogleraar in de wijsbegeerte aan het Amsterdamse Athenaeum; zeer begaafd Latijnsch dichter en redenaar.

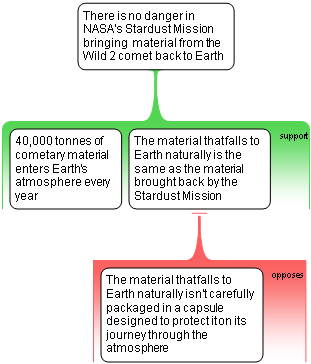
Voorbeeld van een stelling met ondersteunende argumenten (groen) en een tegenargument (rood).

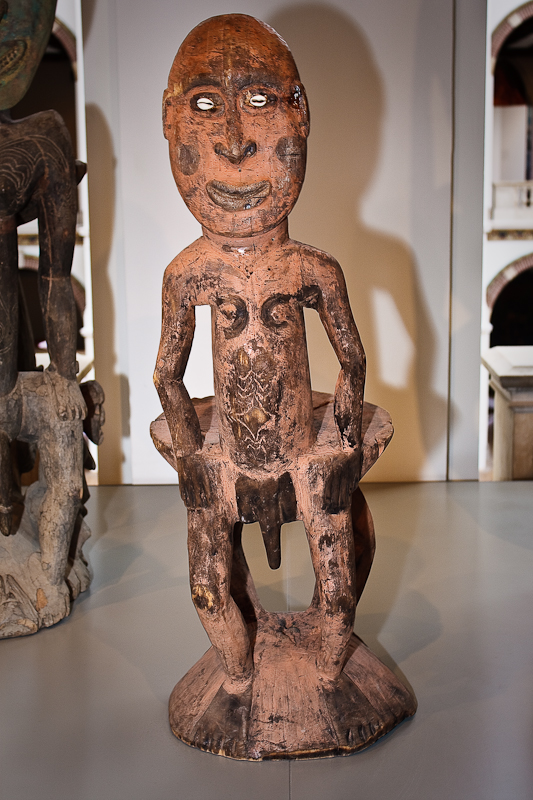
Redenaarsstoel uit Papoea-Nieuw-Guinea met de voorstelling van 'Wagen', de belangrijkste geest van de Sepik-gemeenschap. De stoel stond in het midden van het mannenhuis en was het centrum van clanvergaderingen. De sprekers zetten hun argumenten kracht bij door de zitting te bestrijken met bundels bladeren. Soms werden er offers op gezet. Op de stoel werd nooit gezeten.

Een argument is in de logica datgene wat men stelt om op grond daarvan een conclusie te trekken, iets te betogen of te bewijzen. De term is verwant aan premisse, maar heeft een bredere betekenis. In verschillende disciplines heeft de term argument een iets andere definitie of wordt er een andere term voor het begrip argument gebruikt.
Het vormen van een redelijke argumentatie behoort tot de basisvaardigheden van moderne juristen, filosofen en politici en tal van andere beroepen. Iemands argumentatieve vermogen kan aangescherpt worden door kennis van de argumentatieleer. Daarbij zijn theoretische beschouwingen als 'Wat zijn geldige argumenten?' en 'Hoe bouw ik mijn betoog op een consistente manier op?' nog steeds van evenveel belang als in de tijd van Aristoteles. Het belang van goede argumenten is dus van alle tijden, vanaf de prehistorische mens, die een ander overhaalt om samen te jagen en de buit te delen, tot aan  de hedendaagse politieke debatten, waarbij winst of verlies afhangen van overtuigende argumenten. Ook de empirische wetenschap leunt sterk op aanvaardbare argumentatie. Geldige argumenten en redeneringen zijn er twee fundamenten van.

## Logica
De argumentatieleer is een onderdeel van de retorica (welsprekendheid): op diens beurt een onderdeel van de logica, die weer valt onder de filosofie (wijsbegeerte).
- In de argumentatieleer wordt op grond van aanvaardbare argumenten door middel van een redenering een conclusie getrokken.
- Een argument is al dan niet aanvaardbaar. Geldig zijn redeneringen die op aanvaardbare premissen zijn gebaseerd en ook de conclusie die uit de redenering getrokken wordt is een aanvaardbare, geldige conclusie, gesteld dat er geen argumenten aan het licht komen die de gevolgde redenering tegenspreken.

### Voorbeelden
- In de redenering

"Er is nog nooit een raaf gezien die niet zwart was, dus alle raven zijn zwart" is "Er is nog nooit een raaf gezien, die niet zwart was" het argument. "Alle raven zijn zwart" is de conclusie die daaruit wordt getrokken, aangegeven door het woord "dus".
Een conclusie, gebaseerd op een geldige redenering sluit impliciet andersluidende of tegengestelde conclusies uit.
Als er tot nu toe op zoveel waarnemingen van raven er geen enkele uitzondering is geweest op hun zwarte kleur, dan zal dat nu of in de toekomst hoogstwaarschijnlijk ook niet gebeuren en is de bewering "alle raven zijn zwart" een ware bewering en een bewering als "er zijn ook raven die niet zwart zijn" is niet gestoeld op waarneming en daardoor vooralsnog onjuist.
- Een ander voorbeeld van een geldig argument wordt hier gegeven door het welbekende syllogisme:

"Alle mensen zijn sterfelijk" (eerste premisse)
"Socrates is een mens" (tweede premisse)
"Socrates is dus sterfelijk" (conclusie)
Dit is een geldig argument, omdat uit de twee premissen de logisch noodzakelijke conclusie "Socrates is sterfelijk" getrokken wordt.

## Soorten argumenten
Een argument type is een beschrijving van de manier waarop een premisse een conclusie ondersteunt. In de traditie van de klassieke disciplines van dialectica en retorica zijn er veel verschillende lijsten en classificaties van argumenttypes gemaakt (topoi of loci genoemd). In de huidige argumentatietheorie worden ze soms uitgedrukt als argumentatieschema's. Het Periodiek Systeem van Argumenten bevat een systematisch overzicht van argumenttypen. 
- Analogie-argument
- Autoriteitsargument
- Argument gebaseerd op elegantie
- Causaal argument
- Bekendheidsargument
- Argument gebaseerd op gevolgen
- Criterium-argument
- Correlatie-argument
- Definitie-argument
- Argument gebaseerd op disjunctieven
- Gevolg-argument
- Evaluatie-argument
- Gelijkheidsargument
- Deskundigheidsargument
- Teken-argument
- Gelijkenis-argument
- Argument gebaseerd op menigte
- Pragmatisch argument

Gebaseerd op inhoud en specifiek voor het genre recensie:
- Stilistisch argument; gaat over de stijl (niveau van de woorden/zinnen)
- Moreel argument; vind je de inhoud goed of slecht?
- Esthetisch argument; gaat over de schoonheid van het boek (soort papier etc.)
- Emotivistisch argument; gaat over de emoties van de lezer
- Realistisch argument; zou het verhaal echt gebeurd kunnen zijn of niet?
- Vernieuwingsargument; gaat over de originaliteit
- Intentioneel argument; gaat over de bedoeling van de schrijver
- Structureel argument; gaat over de opbouw van het verhaal

## Onaanvaardbare argumenten - Drogredenen
Een drogreden, schijnreden of sofisme is een reden of redenering die niet correct is, maar wel aannemelijk lijkt. Drogredenen kunnen worden ingedeeld in twee categorieën: formele en informele drogredenen. Drogreden kunnen gebaseerd zijn op een fout in de logica, onjuiste premissen, verkeerd gebruik van semantiek, onredelijk gedrag.